# 산적
산적(散炙)은 적(炙)의 하나로, 쇠고기와 채소 등을 길쭉길쭉하게 썰어 양념을 한 뒤 꼬치(꼬챙이)에 꿰어 구운 음식이다. 또한 정월 대보름에 먹는 산적은 이를 튼튼하게 한다고 하여 이굳히산적이라 부른다.
산적이라는 용어는 『궁중발기(宮中撥記)』·『진찬의궤(進饌儀軌)』 등에 보이고 있다. 산적의 종류는 육산적·어산적·송이산적·파산적·떡산적·잡산적·섭산적 등 다양하다.

## 종류

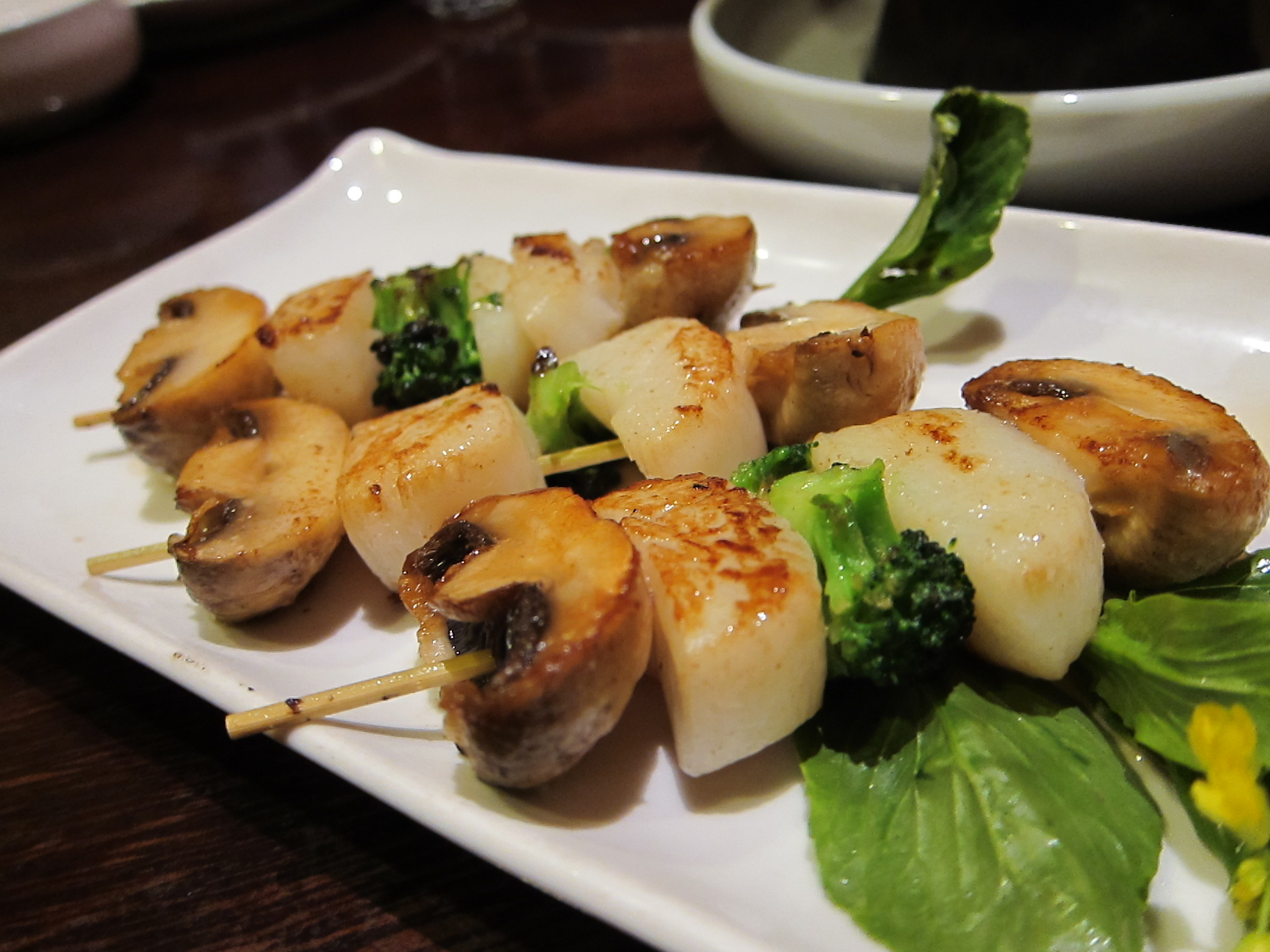
패주산적

- 고사리산적: 데친 고사리와 기름하게 썬 쇠고기를 꼬챙이에 꿰어 양념에 재었다가 구운 산적이다.
- 닭산적: 닭고기와 대파 줄기의 흰 부분을 길쭉길쭉하게 썰고 양념을 하여 꼬챙이에 꿰어서 구운 산적이다.
- 떡산적: 가느스름하게 뽑아 짤막하게 자른 가래떡(또는 떡면)과 쇠고기를 번갈아 꼬챙이에 꿰어서 양념을 발라 구운 산적이다.
- 상어산적: 상어고기를 길쭉하게 썰어 쇠고기와 함께 양념간장에 주물러 꼬챙이에 꿰어서 구운 산적이다.
- 송이산적: 송이를 적당한 크기로 썰어 갖은양념에 버무린 뒤 잘게 썬 고기를 섞어 꼬챙이에 꿰어 구운 산적이다.
- 어산적(魚散炙): 생선(주로 민어)살을 길쭉하게 썰어서 양념에 잰 것과, 흰 파나 쇠고기를 같은 크기로 썰어서 양념에 잰 것을 함께 꼬챙이에 꿰어서 구운 산적이다.
- 염통산적: 소의 염통을 넓적하게 저며서 꼬챙이에 꿰어 양념해서 구운 산적이다.
- 잡산적(雜散炙): 고기, 생선, 채소, 버섯(주로 송이) 등에 양념을 하여 꼬챙이에 꿰어서 구운 산적이다.
- 파산적(-散炙): 데친 파와 길쭉길쭉하게 썬 쇠고기를 간장, 참기름, 깨소금, 후춧가루 따위로 양념하여 꼬챙이에 꿰고 구운 산적이다.

## 같이 보기
- 귀밝이술
- 부럼